# Frank Temile
Frank Temile (ur. 15 lipca 1990 w Lagos) – nigeryjski piłkarz  grający na pozycji napastnika.

## Kariera piłkarska

### Kariera klubowa
Frank Temile zaczynał karierę piłkarską w klubie Covenant FC Lagos, a następnie w Shooting Stars FC. W 2007 podpisał kontrakt z klubem z Malty Valletta FC. 27 października 2007 zadebiutował w meczu przeciwko Sliema Wanderers FC, wygranym 2:1. W pierwszym sezonie w 20 meczach strzelił 10 goli i bardzo pomógł tym zostać drużynie mistrzem Malty. Nim zainteresowali się skauci europejskich klubów. Latem 2008 podpisał 5-letni kontrakt z Dynamem Kijów. Potem występował w zespole rezerwowym Dynama. 3 sierpnia 2011 został wypożyczony do FK Ołeksandrija. Rozegrał tylko jeden mecz i po zakończeniu rundy jesiennej powrócił do Dynama. W lipcu 2013 r. przeszedł do Birkirkara FC.

### Sukcesy i odznaczenia
- mistrz Malty: 2008